# Посёлок станции Чёрная
станции Чёрная — посёлок в городском округе Луховицы Московской области..
В посёлке находится остановочный пункт платформа Чёрная (код 23412) Рязанского направления Московской железной дороги.
Рядом с посёлком протекает река Чёрная.

## Население
| 2002 | 2006 | 2010 | 2013 | 2014 | 2015 | 2016 |
| ---- | ---- | ---- | ---- | ---- | ---- | ---- |
| 53   | →53  | ↘34  | ↗42  | ↗44  | ↘37  | ↗40  |
| 2017 |      |      |      |      |      |      |
| ↗41  |      |      |      |      |      |      |